# Day After Day (låt av Elnur och Samir)
Day After Day är en låt framförd av de azeriska sångarna Elnur Hüseynov och Samir Javadzadeh. Låten representerade Azerbajdzjan vid Eurovision Song Contest 2008 i Belgrad i Serbien. Låten är skriven av Govhar Hasanzadeh och Zahra Badalbeyli. Det var Azerbajdzjans debutbidrag eftersom det var första gången landet deltog i tävlingen.
Bidraget framfördes i den första semifinalen den 20 maj 2008 där det tog sig vidare till final med en sjätte plats och 96 poäng. I finalen den 24 maj slutade det på åttonde plats med 132 poäng.